# Goldener Reiter (Reiterstandbild)

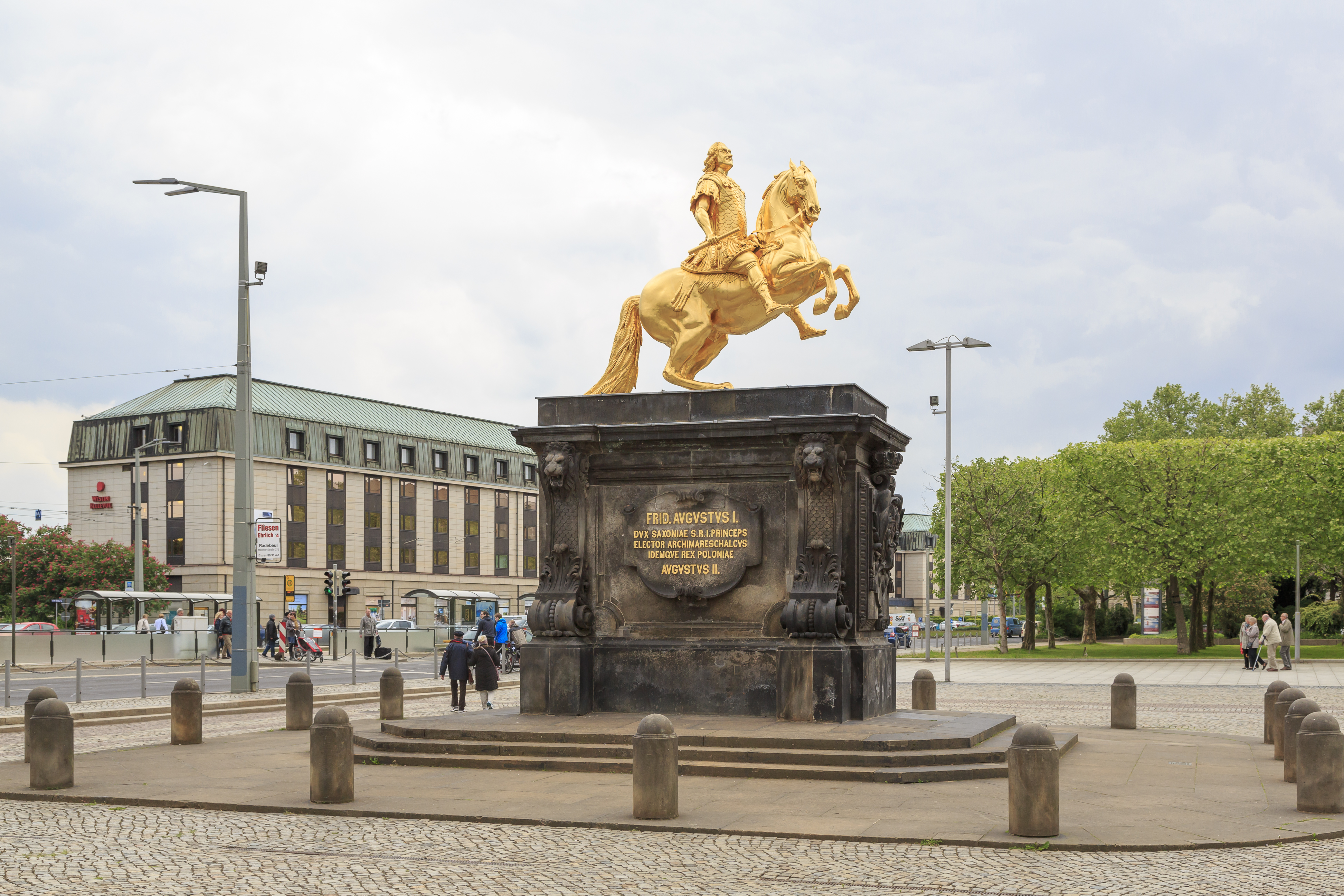
Goldener Reiter

Als Goldener Reiter wird das Reiterstandbild Augusts des Starken auf dem Neustädter Markt in Dresden bezeichnet. Es befindet sich in der Mittelachse der Hauptstraße und der Neustädter Wache. Der Goldene Reiter gilt als das bekannteste Denkmal Dresdens und gehört zu den bedeutendsten Skulpturen des Dresdner Barock. 
Die Statue zeigt August den Starken, Kurfürst von Sachsen und König von Polen, als römischen Caesar mit Rüstung in nordöstlicher Richtung zum polnischen Königreich auf einem courbettierenden Hengst reitend.

## Vorbild
Vorbilder des Standbilds sind zum einen die – ursprünglich vergoldete – Marc-Aurel-Statue auf dem Kapitol, aber auch der Entwurf Donatellos für ein Reiterstandbild Alfonsos von Aragon am Castel Nuovo in Neapel, nach dem bereits Christian I. sein Reiterstandbild auf dem Pirnaischen Tor hatte erstellen lassen. Jenes hatte allerdings, als erstes freistehendes Reiterstandbild der Moderne, eine Posata und keine Courbette gezeigt und referenzierte damit, wie das neapolitanische Vorbild, die Einführung der medischen Niederen Schule der Reitkunst nach Europa.
Es kann daher sein, dass auch August der Starke in Posata und nicht in Courbette abgebildet ist, was glaubwürdiger wäre, da die Courbette ein Sprung ist und sich damit wenig für ein Standbild eignet.

## Geschichte

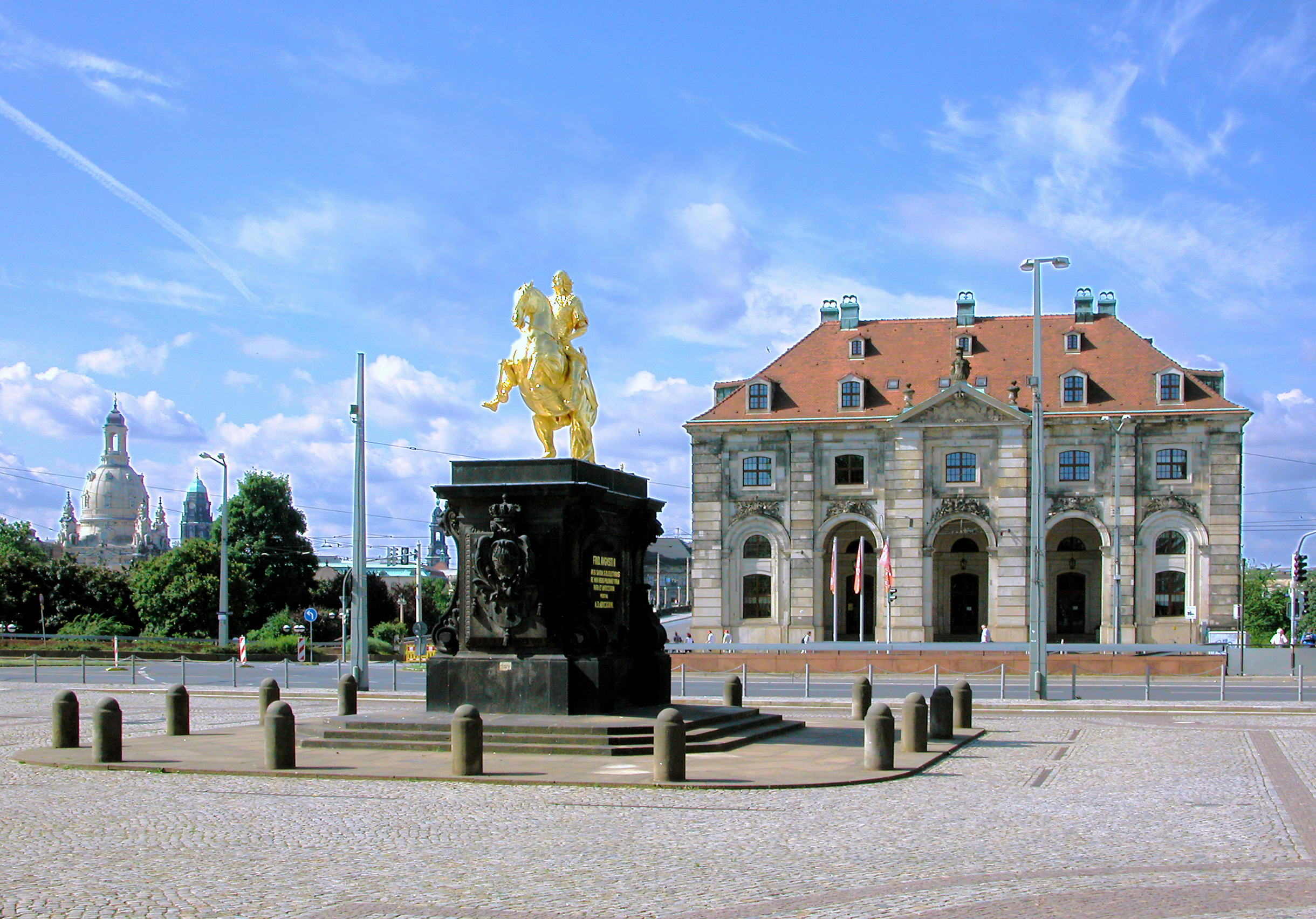
Gesamtansicht

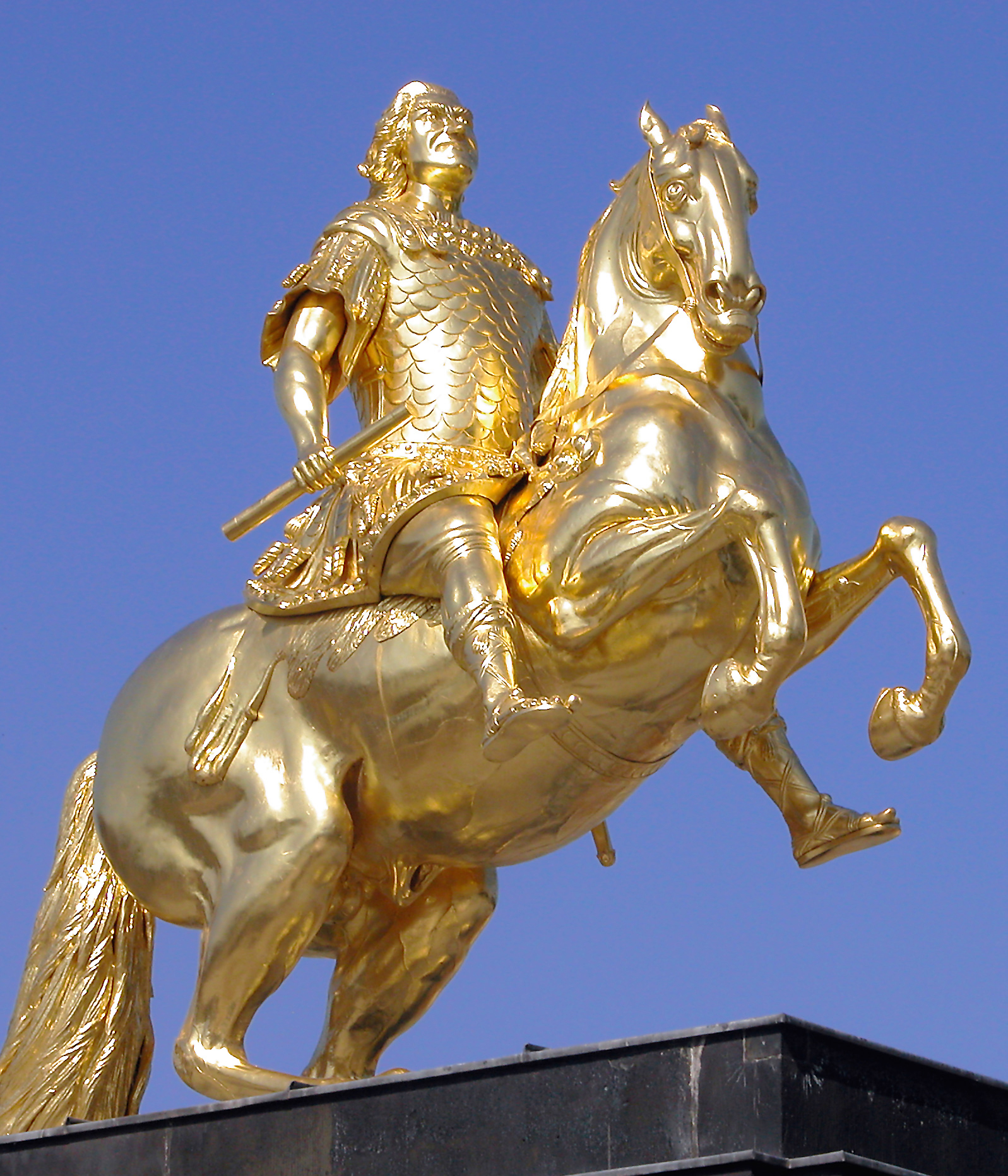
Detailansicht

Bereits 1704 hatte August der Starke den Bildhauer Balthasar Permoser beauftragt, den Entwurf eines „Pferd mit der darauf sitzenden Person, so Eu.: Maj.: praesentieren soll, von mir verferttigen zu lassen“. Zu einer Ausführung ist es nicht gekommen, aber die Idee eines Reiterstandbildes wurde nicht aufgegeben. Bis 1715 dürften ein Modell und Entwürfe für Sockelreliefs entstanden sein, vermutlich als Bewerbungsarbeit von Zacharias Longuelune für seine Einstellung am Oberbauamt. Es gelang anschließend jedoch weder François Coudray noch seinem Kollegen Jean Joseph Vinache, den Auftrag zu erhalten. Anfang der 1720er Jahre entstand ein Modell von Paul Heermann und auch Johann Christian Kirchner lieferte eines.
Als alle Bemühungen, das Monument in Bronze zu gießen, ergebnislos blieben, wurde es von 1732 bis 1734 von Ludwig Wiedemann in Kupfer getrieben und feuervergoldet. Werkplatz für die Arbeiten war ein Flächenstück der heutigen Kleingartenanlage „Menageriegärten“ in Dresden-Friedrichstadt. Tonpfeifenbruchstücke und reichlich Schlackereste dieser Werkstatt haben sich daselbst reichlich gefunden (WINKELHÖFER, Dresden). Als Vorbild soll der Entwurf von Vinache gedient haben. Es stellt August den Starken überlebensgroß in Caesarentracht auf einem courbettierenden Pferd dar. Der König war mittlerweile Anfang 1733 verstorben. Die Grundsteinlegung für den von Longuelune entworfenen Sockel erfolgte 1735, und am 26. November 1736 wurde das Denkmal enthüllt. Die Inschriften auf dem Sockel des Reiterstandbilds lauten:
dux saxoniae s(acri) r(omani) i(mperii) princeps

elector archimareschalcus

idemque rex poloniae
Ursprünglich war das Reiterstandbild für den zentralen Ehrenhof der neben dem Zwinger geplanten neuen Barockresidenz vorgesehen. 1730 erfolgte die probeweise Aufstellung eines Modells auf der neu gestalteten Augustusbrücke. Mit dem Neustädter Markt, vor Longuelunes Blockhaus („Neustädter Wache“) von 1730, wurde schließlich auf dessen Vorschlag ein würdiger Standort gefunden, da die Gestaltung der Inneren Neustadt zu den bleibenden Leistungen Augusts des Starken gehört.
Ursprünglich waren Reiter und Ross feuervergoldet. Die Plastik wurde 1884 erstmals durch Constantin Lipsius restauriert. Außerdem vollendete Lipsius 1885 den Sockel mit einer lateinischen Inschrift. Zwischen 1943 und 1944 wurde das Denkmal kriegsbedingt zerlegt und ausgelagert. Der Bildhauer Walter Flemming setzte das Standbild in den Jahren 1953 bis 1956 wieder zusammen und restaurierte es. 1956 wurde das Reiterdenkmal im Rahmen der 750-Jahr-Feier Dresdens wieder aufgestellt. Es wurde 1965 erneut mit Blattgold überzogen.
In den Jahren 2001 bis 2003 wurde die Plastik erneut restauriert. Im Sommer 2011 wurde der Goldene Reiter wiederholt durch verschiedene Täter beschädigt, unter anderem wurde die Schwertscheide heruntergebrochen.

## Sonstiges
Der Goldene Reiter gilt als eines der Wahrzeichen Dresdens. Ein Preis des Dresdner Filmfestes sowie ein in Dresden beheimateter Pfadfinderstamm wurden nach der Statue benannt.
Auch ziert der Goldene Reiter ein Qualitätssiegel für Dresdner Christstollen, das vom „Schutzverband Dresdner Stollen e. V.“, einer Interessenvertretung der Dresdner Bäcker und Konditoren, vergeben wird.
In den 1980er Jahren wurde in den delikat-Verkaufsstellen in der DDR ein Bier namens „Goldener Reiter“ angeboten, auf dessen Etikett das Reiterstandbild abgebildet war. Die Marke wird inzwischen von der Bergquell-Brauerei Löbau genutzt.